# Fêtes et jours fériés à Saint-Marin

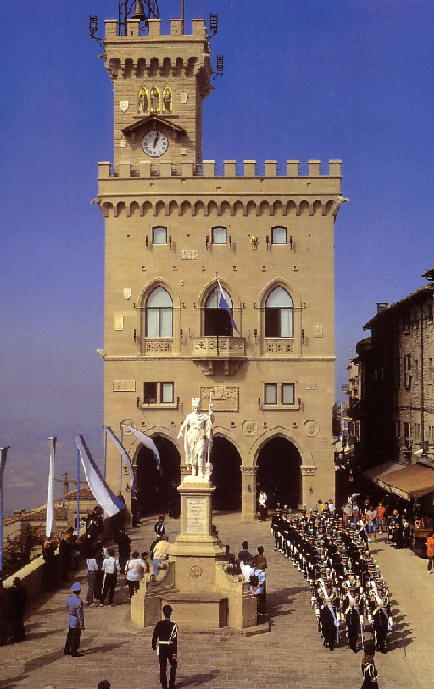
Cérémonie d'inauguration des capitaines-régents sur la Piazza della Libertà le 1 avril 2003.

Les fêtes et jours fériés à Saint-Marin.
| Date         | Nom                                                   | Nom local                                               | Notes |
| ------------ | ----------------------------------------------------- | ------------------------------------------------------- | --- |
| 1er janvier  | Jour de l'an                                          | Capodanno                                               | |
| 6 janvier    | Épiphanie                                             | Epifania                                                | |
| 5 février    | Fête de Sainte Agathe                                 | Festa di Sant'Agata                                     | Commémoration de sainte Agathe, patronne de la République après la libération du pays de la domination étrangère le jour de sa fête en 1740. |
| date mobile  | Pâques                                                | Pasqua                                                  | Résurrection de Jesus |
| date mobile  | Lundi de Pâques                                       | Lunedì dell'Angelo, Pasquetta                           | |
| 25 mars      | Anniversaire de l'Arengo                              | Anniversario dell'Arengo                                | Anniversaire de l'Arengo 1906 et de la Festa delle Milizie (Fête des militants).                                                             |
| 1er mai      | Fête du Travail                                       | Festa dei Lavoratori                                    | |
| date mobile  | Fête-Dieu                                             | Corpus Domini                                           | |
| 28 juillet   | Libération du fascisme                                | Liberazione dal Fascismo                                | Commémoration de la chute du parti fasciste de Saint-Marin.                                                                                  |
| 15 août      | Ferragosto (Assomption de Marie)                      | Ferragosto, Assunzione                                  | Commémoration de l' accession au ciel de la Vierge Marie.                                                                                    |
| 3 septembre  | Fête de Saint-Marin et de la République               | Festa di San Marino e della fondazione della Repubblica | Fête nationale de Saint Marin, célébrant l'origine de la République en 301.                                                                  |
| 1er novembre | Toussaint                                             | Ognissanti or Tutti i santi                             | |
| 2 novembre   | Commémoration de tous ceux qui sont morts à la guerre | Ognissanti or Tutti i santi                             | Souvenir de tous ceux qui ont donné leur vie pour Saint-Marin pendant la guerre.                                                             |
| 8 décembre   | Immaculée Conception                                  | Immacolata Concezione, Immacolata                       | Souvenir de la conception de la Vierge Marie sans péché originel.                                                                            |
| 24 décembre  | Réveillon de Noël                                     | Vigilia di Natale                                       | |
| 25 décembre  | Noël                                                  | Natale                                                  | |
| 26 décembre  | Fête de la Saint-Étienne                              | Santo Stefano                                           | Commémoration de la mort de saint Etienne, premier martyr chrétien.                                                                          |
| 31 décembre  | Réveillon de la Saint-Sylvestre                       | Vigilia di capodanno                                    | |

Le pays observe également la cérémonie d'inauguration des capitaines-régents (Cerimonia di insediamento) les 1er avril et 1er octobre.